# Villers-l'Hôpital
 Villers-l'Hôpital  es una población y comuna francesa, situada en la región de Norte-Paso de Calais, departamento de Paso de Calais, en el distrito de Arras y cantón de Auxi-le-Château.

## Demografía
| 302 | 267 | 228 | 279 | 242 | 266 |
| Para los censos de 1962 a 1999 la población legal corresponde a la población sin duplicidades (Fuente: INSEE [Consultar]) |     |     |     |     |     |